# Archäologische Untersuchung der „Republik Freies Wendland“

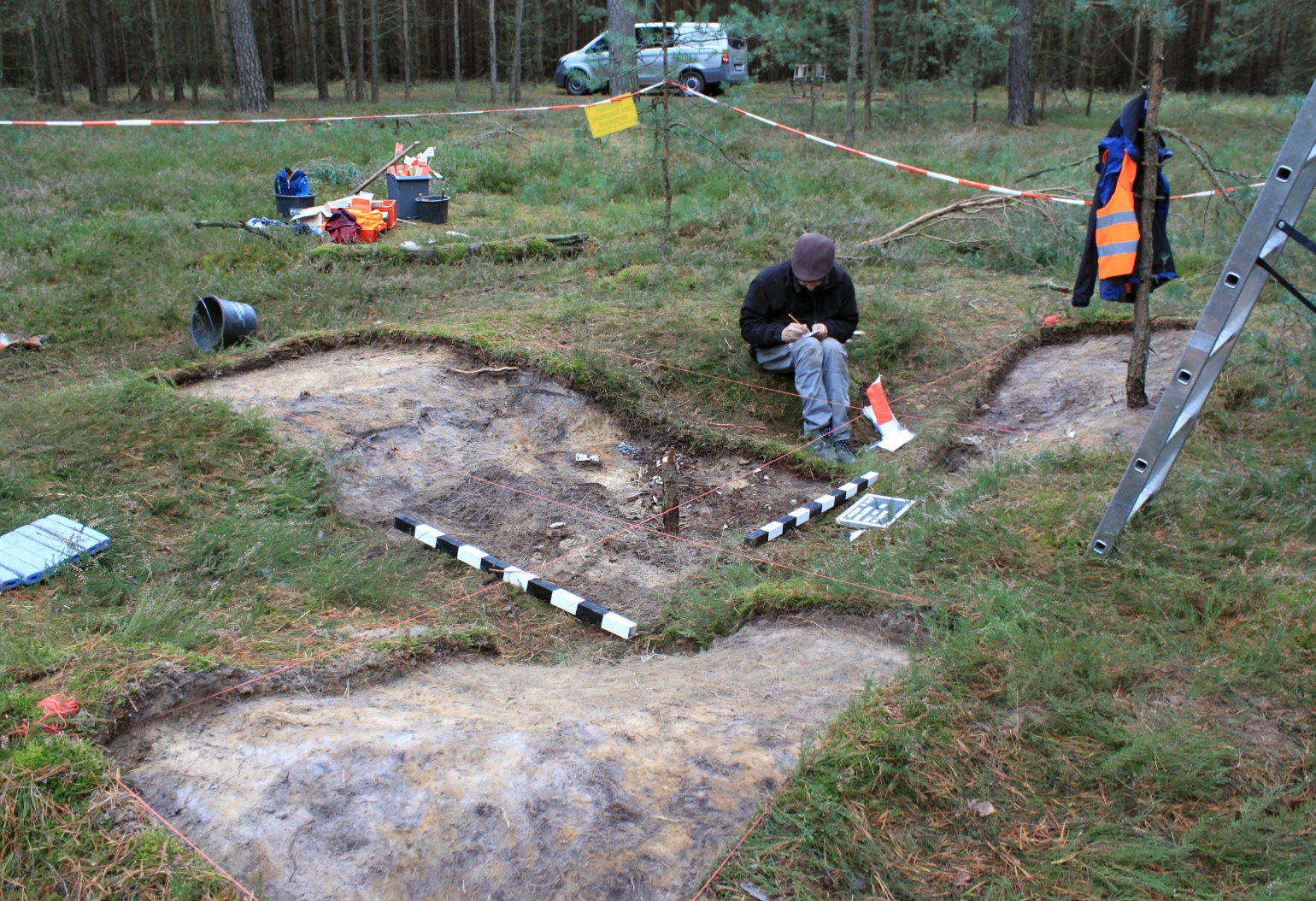
Erste Ausgrabungskampagne am Standort des früheren Hüttendorfes der Republik Freies Wendland, Oktober 2017

Die Archäologische Untersuchung der „Republik Freies Wendland“ befasste sich mit dem ehemaligen Hüttendorf der Anti-Atomkraft-Bewegung bei Gorleben in Niedersachsen, in dem 1980 die Republik Freies Wendland ausgerufen wurde. Die Untersuchung mittels archäologischer Methoden erfolgte in den Jahren 2017 und 2018.

## Vorgeschichte

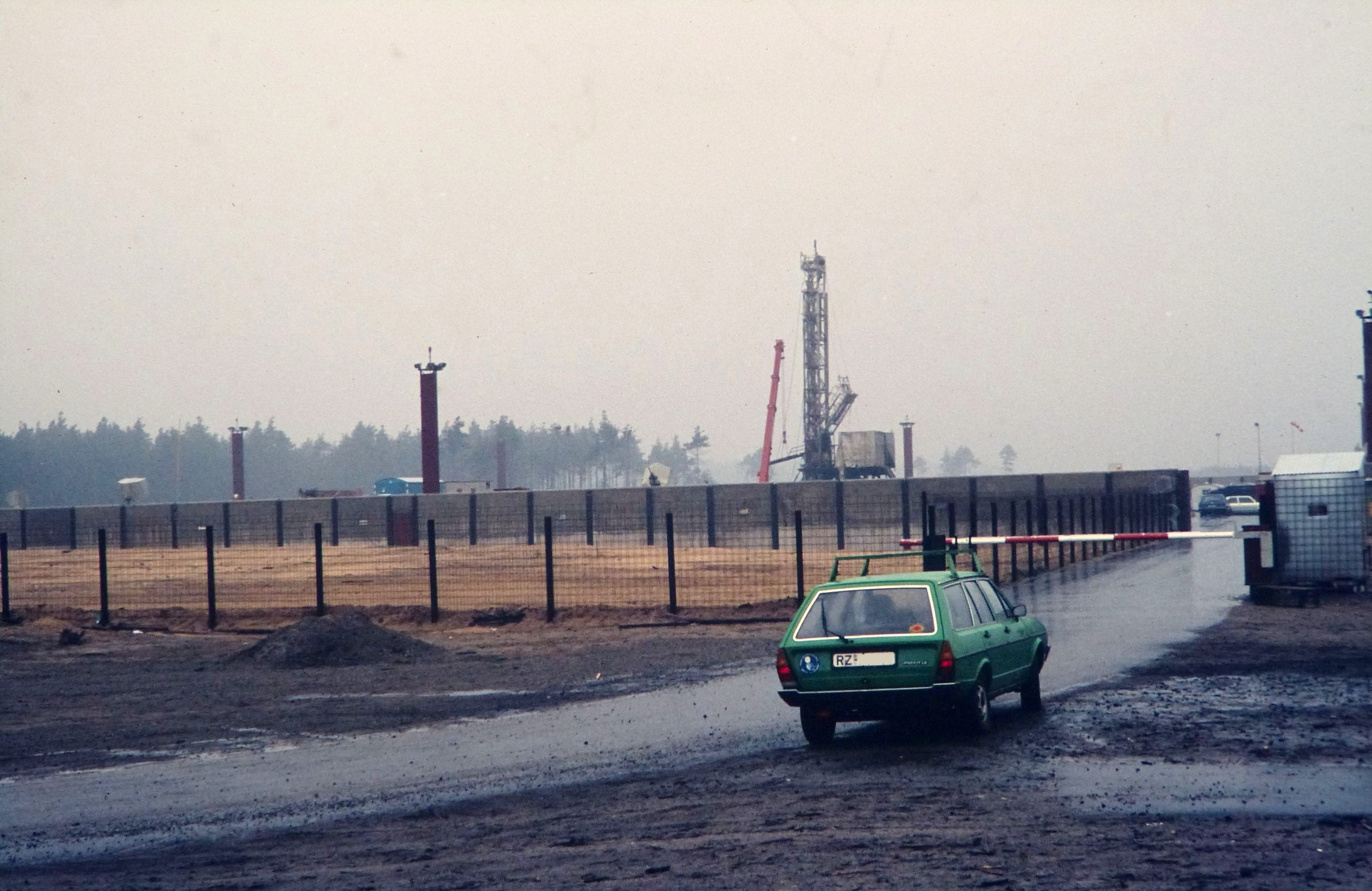
Baustelleneinfahrt der Tiefbohrstelle 1004 kurz nach der Räumung des Hüttendorfes, 1980

Nach einer Platzbesetzung mit rund 5000 Personen am 3. Mai 1980 errichteten Atomkraftgegner ein Hüttendorf als Protest gegen den Bau eines kerntechnischen Endlagers. Das Hüttendorf entstand an der geplanten Tiefbohrstelle 1004, an der die Physikalisch-Technische Bundesanstalt den Salzstock Gorleben-Rambow auf seine Eignung als kerntechnisches Endlager untersuchen sollte. Mit der Besetzung rief das „Untergrundamt Gorleben-Soll-leben“ aus den Reihen der Atomkraftgegner die Republik Freies Wendland als eigenen Staat aus. Zum Hüttendorf, das im Sprachgebrauch der Besetzer die Bezeichnung „Hüttendorf 1004“ oder „auf 1004“ trug, gehörten rund 120 Bauten aus Holz und Lehm sowie mehrere Holztürme. Es gab zahlreiche Gemeinschaftseinrichtungen, wie Großküche, Kirche, Krankenstation, Toilettenanlage und Mülldeponie. Der größte Bau war das achteckige „Freundschaftshaus“ mit einem Durchmesser von etwa 30 Metern, das rund 400 Personen Platz bot. Im Protestcamp herrschte bei rund 500 ständigen Besetzern, die an den Wochenenden Zulauf durch bis zu 5000 Besucher erhielten, ein reges Alltagsleben. Nach 33 Tagen räumte die niedersächsische Polizei mit Unterstützung anderer Länderpolizeien und des Bundesgrenzschutzes am 4. Juni 1980 das Camp mit rund 2500 Besetzern. Etwa 3500 Beamte waren laut dem Niedersächsischen Innenministerium an der Räumung beteiligt, die zu den größten Polizeieinsätzen der Nachkriegszeit gehörte.
Noch während der Räumung des Camps zerstörten polizeiliche Einsatzkräfte die Hütten mit Planierraupen. Kurze Zeit später wurde auf dem Areal des Protestcamps die Tiefbohrstelle 1004 eingerichtet und die geplante Tiefbohrung auf zwei Kilometer Tiefe niedergebracht. Das Betriebsgelände war zuvor festungsähnlich mit einer Mauer aus Betonplatten umgeben worden. Wegen des schweren Geräts erhielt es, einschließlich der Zufahrtswege, eine Asphaltdecke.

## Geografie
Koordinaten: 53° 0′ 46″ N, 11° 20′ 4″ O
Das Hüttendorf lag zwischen dem Ort Trebel und den späteren Atomanlagen bei Gorleben auf einer großen Lichtung im Trebeler Forst innerhalb des ausgedehnten Waldgebietes Gartower Tannen. Die Lichtung war im Sommer 1975 beim Brand in der Lüneburger Heide nach einer Brandstiftung entstanden. Das Protestcamp erstreckte sich auf einer Fläche von etwa 300 × 400 Meter auf der sandigen Brachfläche mit verbrannten Baumstümpfen.
Das Areal des früheren Protestcamps ist nach der Räumung und Beendigung der Tiefbohrung von 1980 größtenteils renaturiert und aufgeforstet worden. Heute (2017) ist es mit etwa 30-jährigem Stangenholz von Laub- und Nadelbäumen bestanden. Ein Teilbereich (etwa 5 %) des früheren Camps wird von der Asphaltfläche der 1980 eingerichteten Tiefbohrstelle 1004 bedeckt, die seit dem Abbau der Bohranlage in den 1980er Jahren wieder frei zugänglich ist. Seither befinden sich auf der asphaltierten Fläche zwei von der örtlichen Feuerwehr genutzte Löschwasserbrunnen.

## Forschungsprojekt

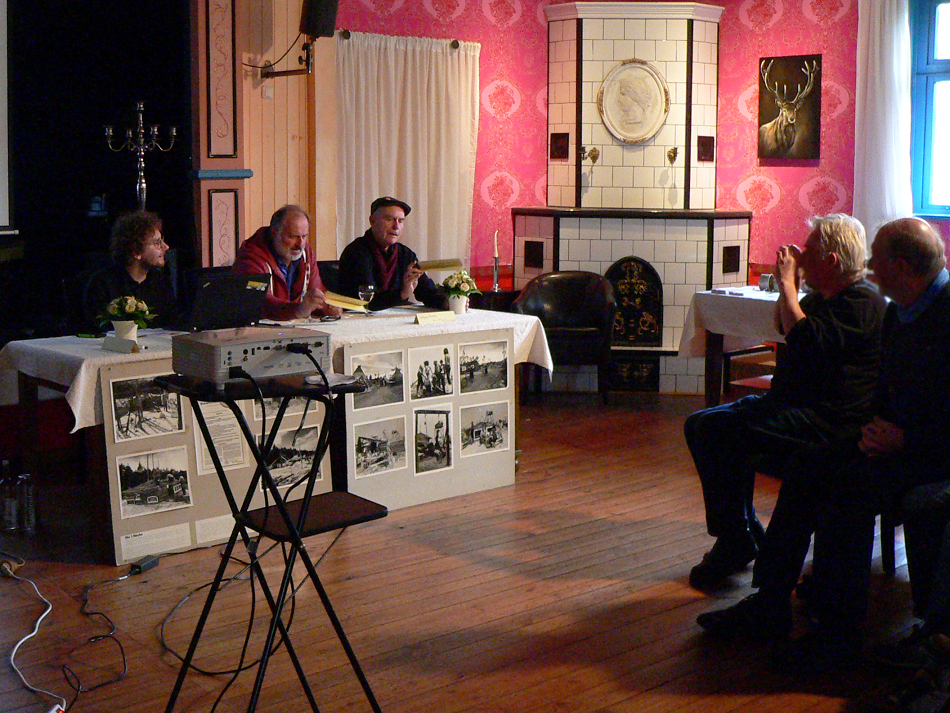
Präsentation der vorläufigen Ergebnisse der archäologischen Untersuchungen, links der Archäologe Attila Dézsi, 2017

Die wissenschaftliche Erforschung des einstigen Protestcamps führte der Archäologe Attila Dézsi vom Institut für Vor- und Frühgeschichtliche Archäologie der Universität Hamburg durch. Sie war als zweijähriges Promotionsprojekt von 2016 bis 2018 angelegt und Grundlage seiner Dissertation, wofür ihm die Universität ein Stipendium gewährte. Das Forschungsprojekt trug die Bezeichnung:
„Zeitgeschichtliche Archäologie des 20. Jahrhunderts an Orten des Protests. Kritische Archäologie und Community-Archäologie der Freien Republik Wendland.“
Für seine Forschungen nutzte der Archäologe das in Lüchow ansässige Gorleben-Archiv, das die Geschichte des Protestes gegen das Erkundungsbergwerk im Wendland dokumentiert. Zu den Untersuchungen entstand ein Dokumentarfilm der Wendländischen Filmkooperative mit dem Titel Gorleben 7. Die vorläufigen Ergebnisse der archäologischen Untersuchungen wurden im November 2017 in Trebel nach der ersten Ausgrabungskampagne vom Oktober 2017 bekannt gegeben.
Im Februar 2019 stellte der Archäologe Attila Dézsi weitere Ergebnisse seiner Untersuchungen öffentlich vor. Dies erfolgte in Verbindung mit einer Diskussion über die „Zukunft des Ortes 1004“ und einer interaktiven Ausstellung in Platenlaase mit Fundstücken von den Ausgrabungen. Die Vorstellung erfolgte am 22. Februar 2019, dem Jahrestag, an dem der damalige niedersächsische Ministerpräsident Ernst Albrecht im Jahr 1977 Gorleben als vorläufigen Standort für ein „Nukleares Entsorgungszentrum“ benannte.
2024 wurde Dézsi für seine an der Universität Hamburg eingereichte Dissertation mehrfach ausgezeichnet. Er erhielt den Studienpreis für Archäologie, den archäologischen Vereinigungen in Niedersachsen gemeinsam mit der VGH-Stiftung ausloben. Darüber hinaus erhielt er den Deutschen Studienpreis für Archäologie der Deutschen Gesellschaft für Ur- und Frühgeschichte und den Barbara Scholkmann Nachwuchsförderpreis von einem Archäologieverein und der Universität Tübingen.

### Ziele und Methoden

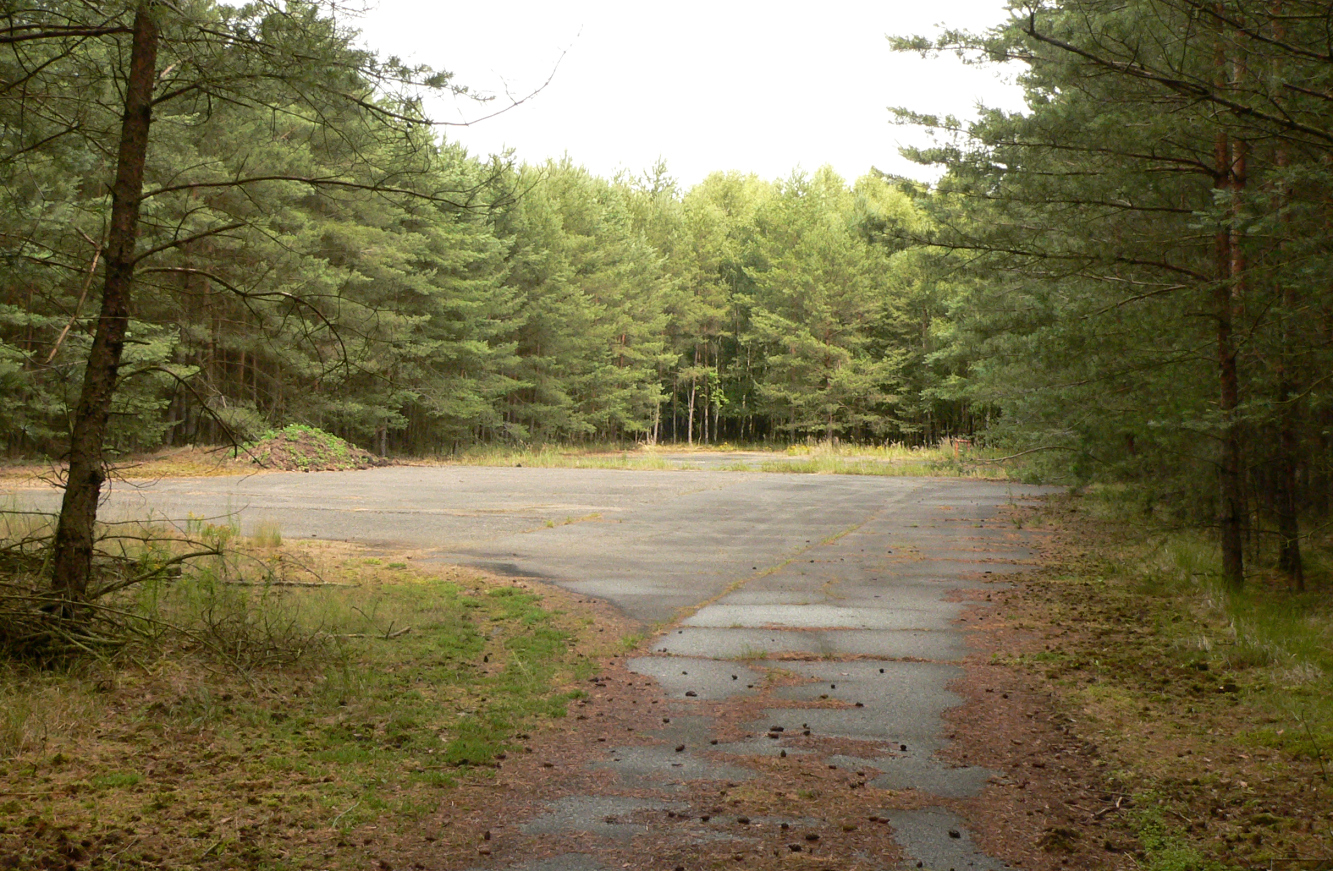
Standort des Hüttendorfes der Republik Freies Wendland, später die asphaltierte Tiefbohrstelle 1004 (2015)

Die Untersuchungen galten den im Boden verbliebenen Resten des Camps und den Hinterlassenschaften seiner Bewohner. Sie erfolgten unter anderem durch Auswertungen von Bild-, Schrift und Tonquellen; von geophysikalischen Prospektionen sowie Ausgrabungen. Die Ergebnisse wurden miteinander verglichen und gegenübergestellt. In den Forschungsprozess wurden Anwohner und frühere Bewohner des Hüttendorfes aktiv mit einbezogen, aber auch an der damaligen Räumung beteiligte Polizeibeamte. Die Personen nahmen an den Ausgrabungen teil, gaben Zeitzeugeninterviews und waren an der Interpretation von aufgefundenen Artefakten beteiligt. Auch wurden die bei den Untersuchungen gewonnenen Erkenntnisse in einer öffentlich einsehbaren Datenbank abgebildet und sollen als Grundlage für weitere Forschungen dienen.
Das Ziel der Untersuchungen drückte der Archäologe Attila Dézsi folgendermaßen aus: „Ich will rekonstruieren, wie das Protestcamp genau aufgebaut war und wie der Alltag dort ablief“. Anhand von archäologisch erkundeten Gebäudestandorten gewann er Erkenntnisse über den Aufbau und die Funktion verschiedener Hütten. Dies gab Einblicke in die Sozialstrukturen des Camps und diente der Erforschung des vierwöchigen Alltagslebens der Besetzer. Mittels Bodenbefunden und Artefakten wurden auch die Ereignisse der Platzbesetzung und der Platzräumung ergründet. Bei der Erforschung fanden in einem sechs Fußballfelder großen Bereich, den das Camp umfasste, einzelne kleinflächige Ausgrabungen statt. Mit tieferen Bodeneingriffen sollten Hütten und Türme gefunden werden. Ebenso dienten die Grabungen dem Auffinden von Hinterlassenschaften der Besetzer, beispielsweise in Form persönlicher Gegenstände und Dingen des täglichen Lebens. Im Vorfeld der Ausgrabungen ging der Archäologe Attila Dézsi davon aus, trotz der Zerstörung des Camps bei der Räumung von 1980 auf eine materielle Kultur wie „Kanister, Glasflaschen, Kleidung“ zu stoßen, weil die Planierraupen die Hütten damals nur oberflächlich abgeschoben haben.

### Ausgrabungen
Im Frühjahr 2017 erfolgten die ersten archäologischen Untersuchungen als Prospektionen, bei denen der Bereich des früheren Camps erkundet wurde. Die Standorte der Hütten wurden anhand von entzerrten Luftbildern lokalisiert. Bei Begehungen des Geländes unter Mitwirkung von Sondengängern wurden 450 Gegenstände gefunden, die zu etwa zwei Dritteln aus der Zeit um 1980 stammen. Dazu zählten vor allem Getränkedosen und Kochtöpfe, darunter ein vermutlich bei der Platzräumung platt gewalzter Topf. Ein weit älteres Fundstück war eine mittelalterliche Gürtelschnalle.

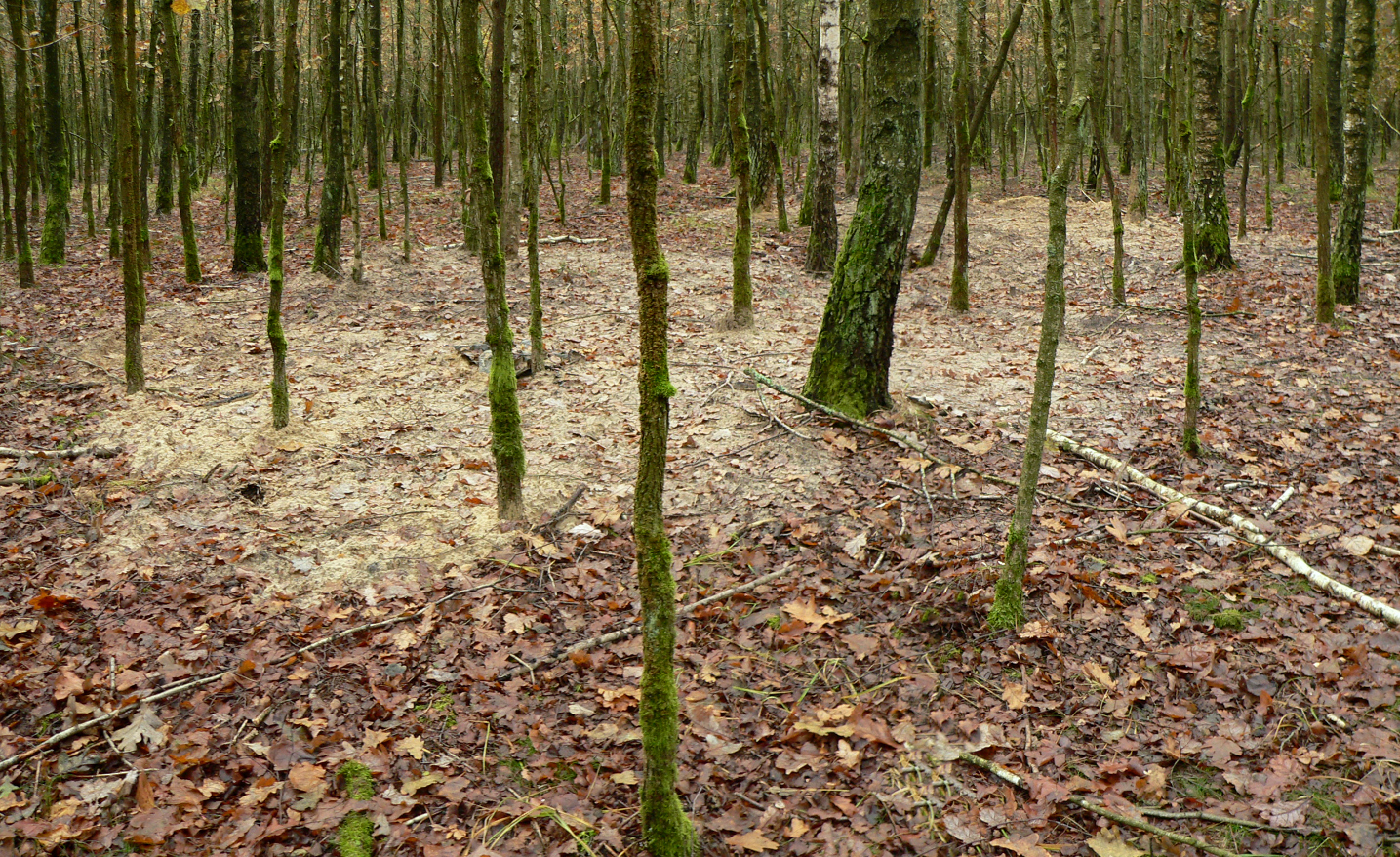
Verfüllte Grabungsfläche der ersten Ausgrabungskampagne vom Oktober 2017

Die erste Grabungskampagne dauerte zwei Wochen an und fand im Oktober 2017 statt. Die Ausgrabung führten Studenten der Universität Hamburg und tageweise einstige Bewohner des Hüttendorfes durch. Die Grabungsschnitte erfolgten an zwei Stellen. Sie lagen in einem früheren Zeltbereich am Campeingang sowie im zentralen Bereich am Standort eines Küchengebäudes nahe dem „Freundschaftshaus“. Zu den Fundstücken zählten verschiedene Alltagsgegenstände, wie Löffel, Reste von Fensterglas und eine Tasse sowie eine Frischkäsepackung mit einem Mindesthaltbarkeitsdatum vom Juni 1980. Zu den entdeckten Befunden gehörten die hölzernen Reste einer Hütte, die Fahrspur einer Planierraupe und eine Abfallgrube. Sie enthielt hunderte gleichartiger Objekte als Reste der kurzzeitigen Nahrungsmittelaufnahme, wie Dosen von Fertiggerichten und Getränkedosen, die sich auf das zweite und dritte Quartal des Jahres 1980 datieren ließen. Die Abfälle lassen sich als Entsorgungsstelle von polizeilichen Einsatzkräften oder Wachmannschaften der Tiefbohrstelle interpretieren. Fundstücke, die vom Ereignis der Räumung zeugen, waren ein Atemschutzfilter einer Gasmaske und das Fragment eines Kabelbinders.
Eine zweite Grabungskampagne über zwei Wochen fand im März 2018 unter Teilnahme von Studenten der Universität Hamburg, der Universität Leipzig und der Hochschule für Bildende Künste Hamburg statt. Es wurden fünf Bodenschnitte angelegt, bei denen verschiedenfarbige Bodenschichten zutage traten. In einer fundführenden Schicht fanden sich Objekte, wie Kochtöpfe, Getränke- und Konservendosen sowie Glasscherben, Nägel, Fensterrahmenelemente als Bestandteile des Hüttendorfs, die die Archäologen als Planier-Ereignisse nach der Räumung ansprechen. Weiter darunter stießen die Ausgräber auf die Reste einer Hütte, die sie vollständig freilegten und dokumentierten. Darin befanden sich Alltagsgegenstände der Hüttenbewohner, wie Matratzen, Kerzen, Spielkarten, eine Whiskyflasche und ein Exemplar der Satirezeitschrift Titanic. Die Gegenstände hatten die Besetzer bei der Räumung zurückgelassen. Insgesamt wurden bei den Untersuchungen rund 1800 Fundstücke geborgen.
Finanziert wurden die Ausgrabungen durch einen Eigenanteil des ausführenden Archäologen, die Universität Hamburg, die Filmförderung Nordmedia, einen Förderpreis der Society for Post-Medieval Archaeology für Nachwuchswissenschaftler sowie durch Spenden (45 %) der Politikerin Rebecca Harms und von zwei Privatpersonen.

Fundstücke aus dem Jahr 2017
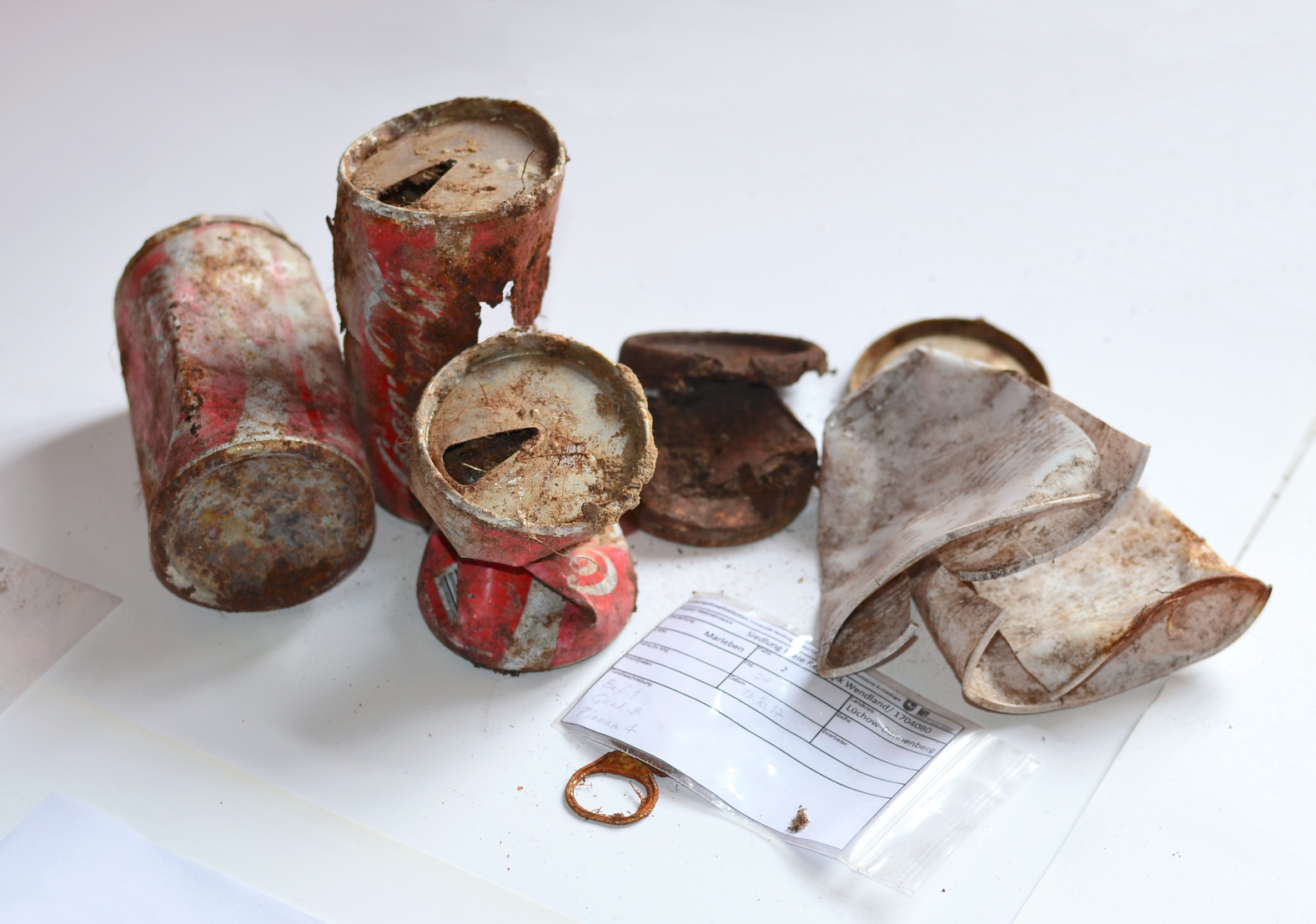
Getränkedosen und Plastikbecher
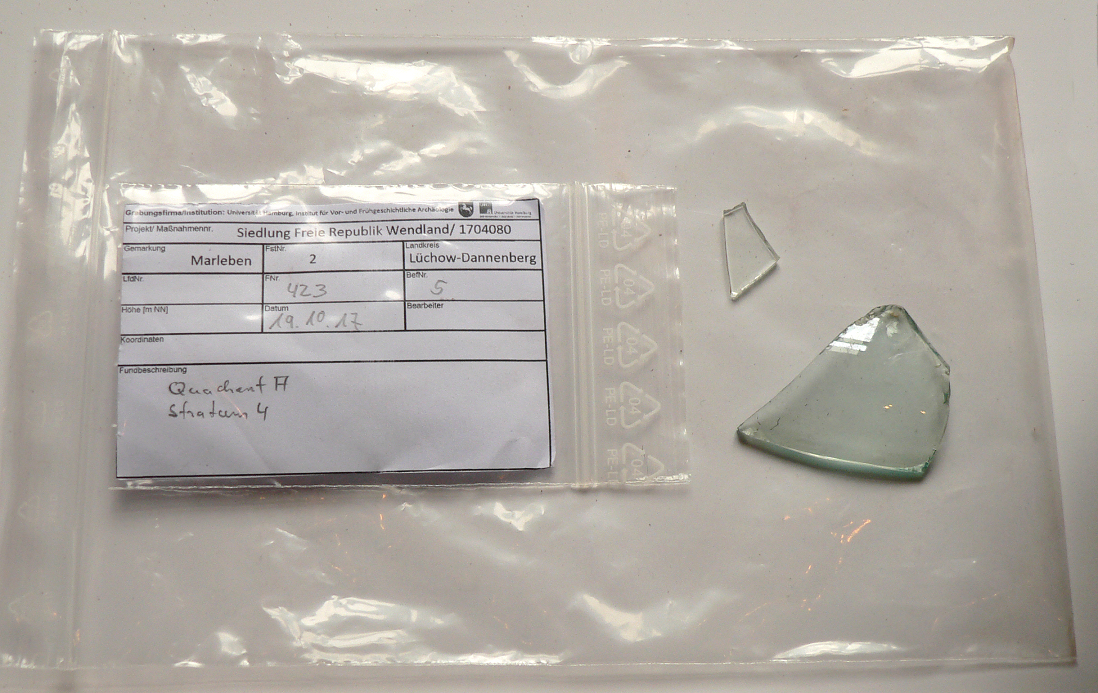
Glasfragment in Fundverpackungstüte
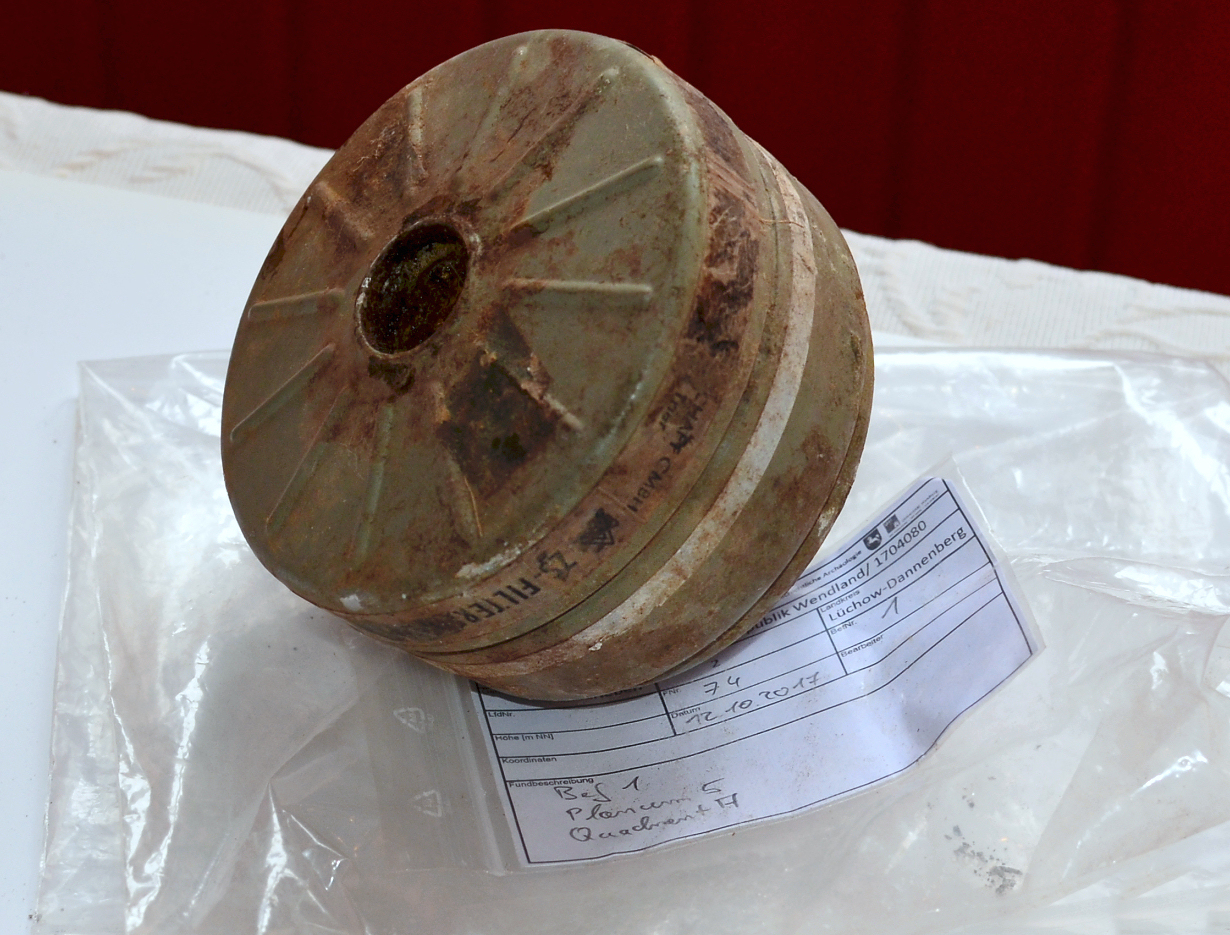
Atemschutzfilter
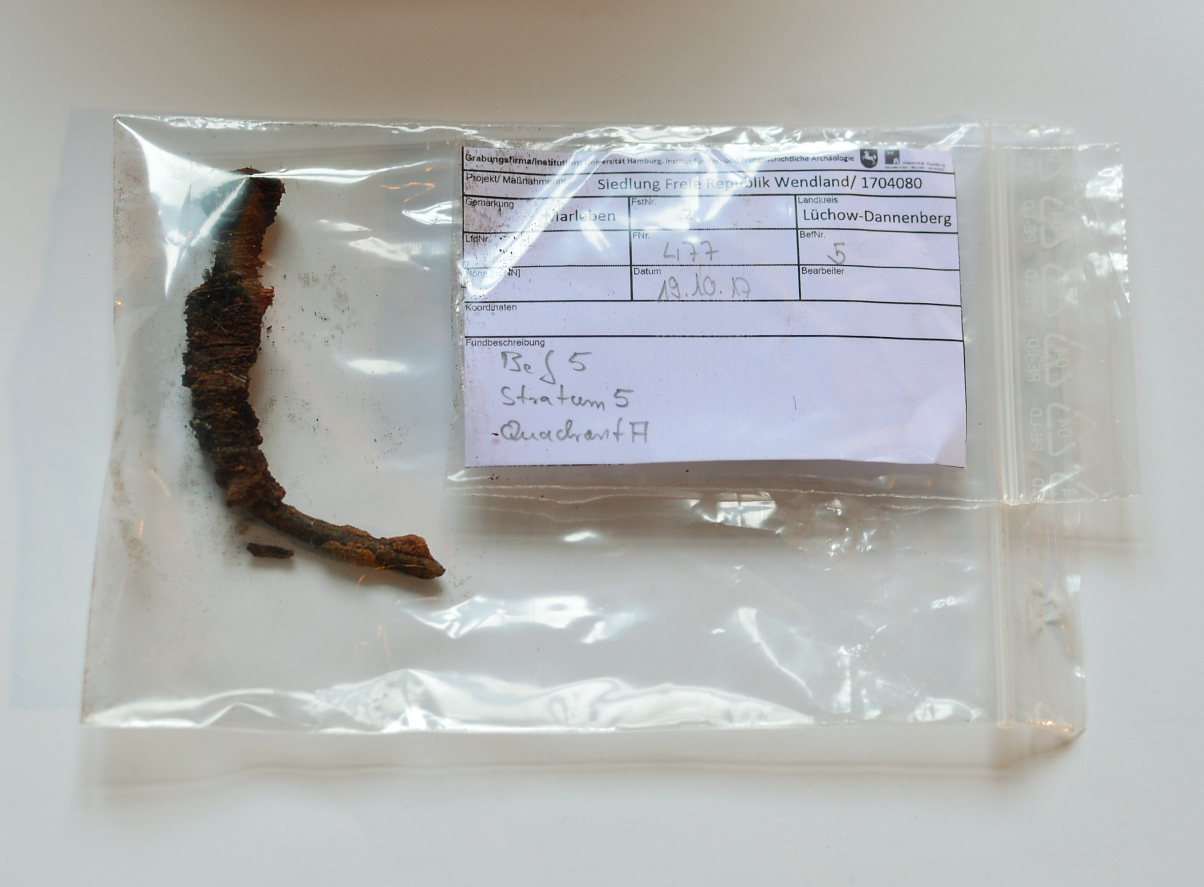
Nagel mit Holzanhaftungen
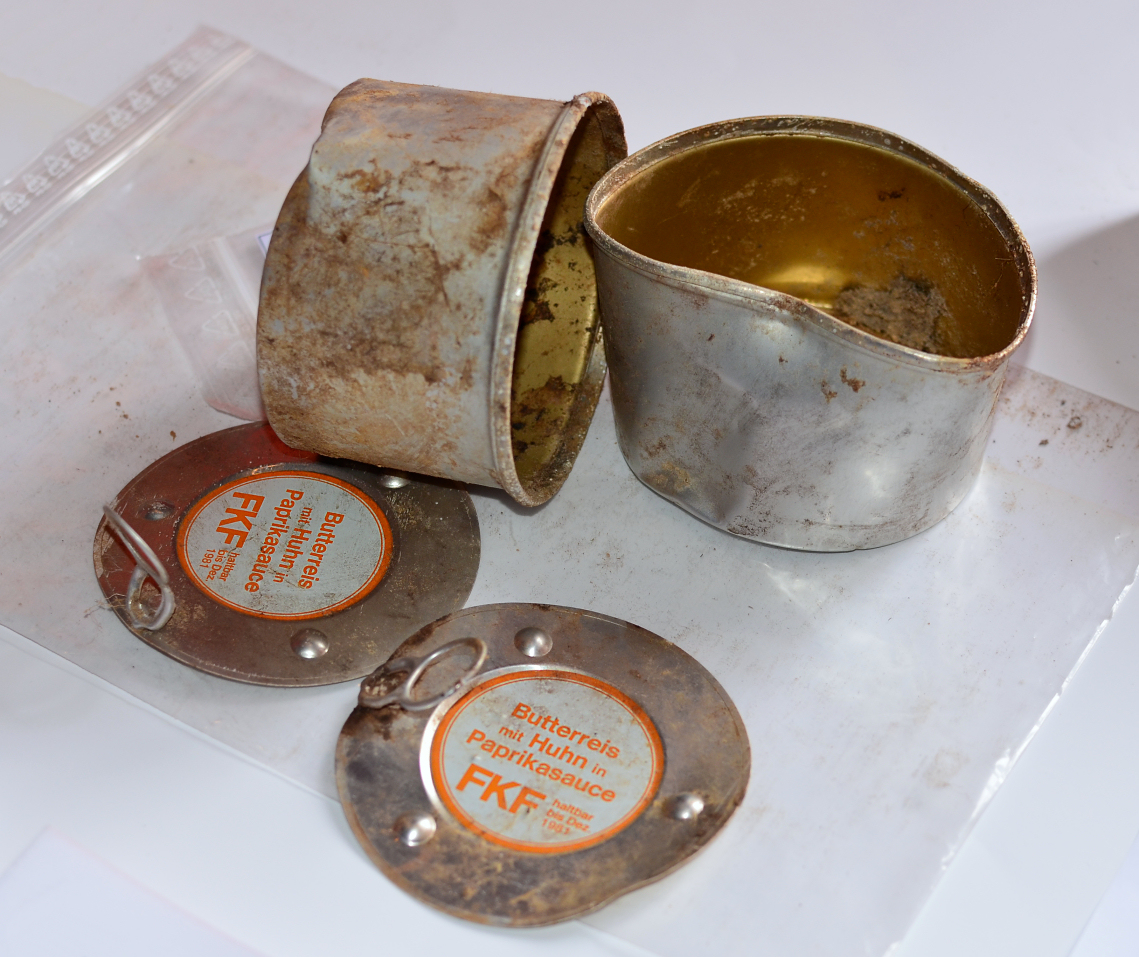
Dosen von Fertiggerichten
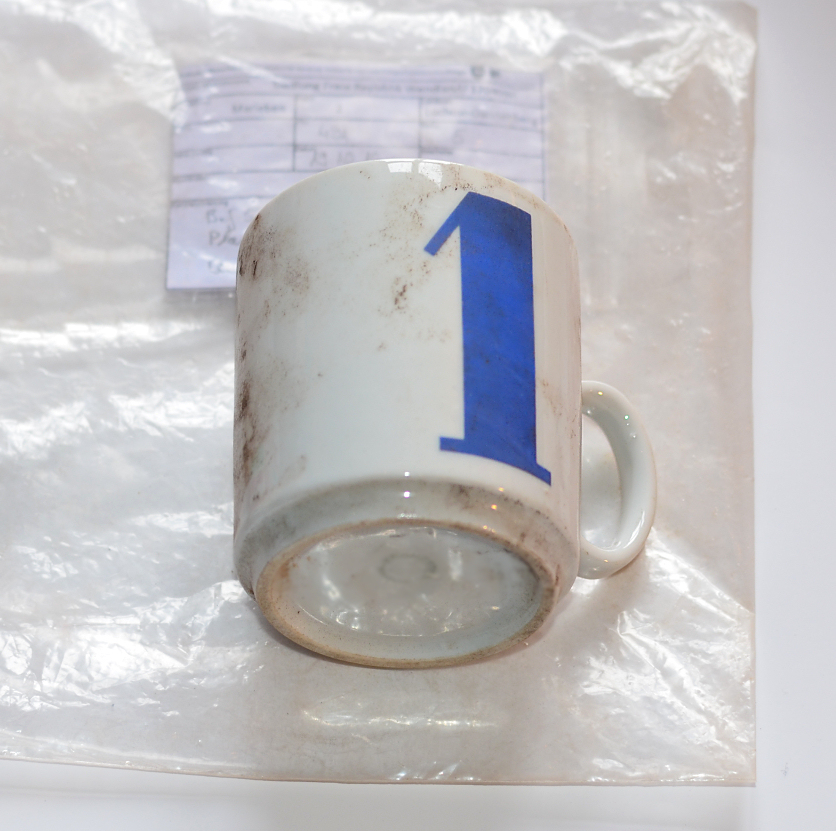
Tasse
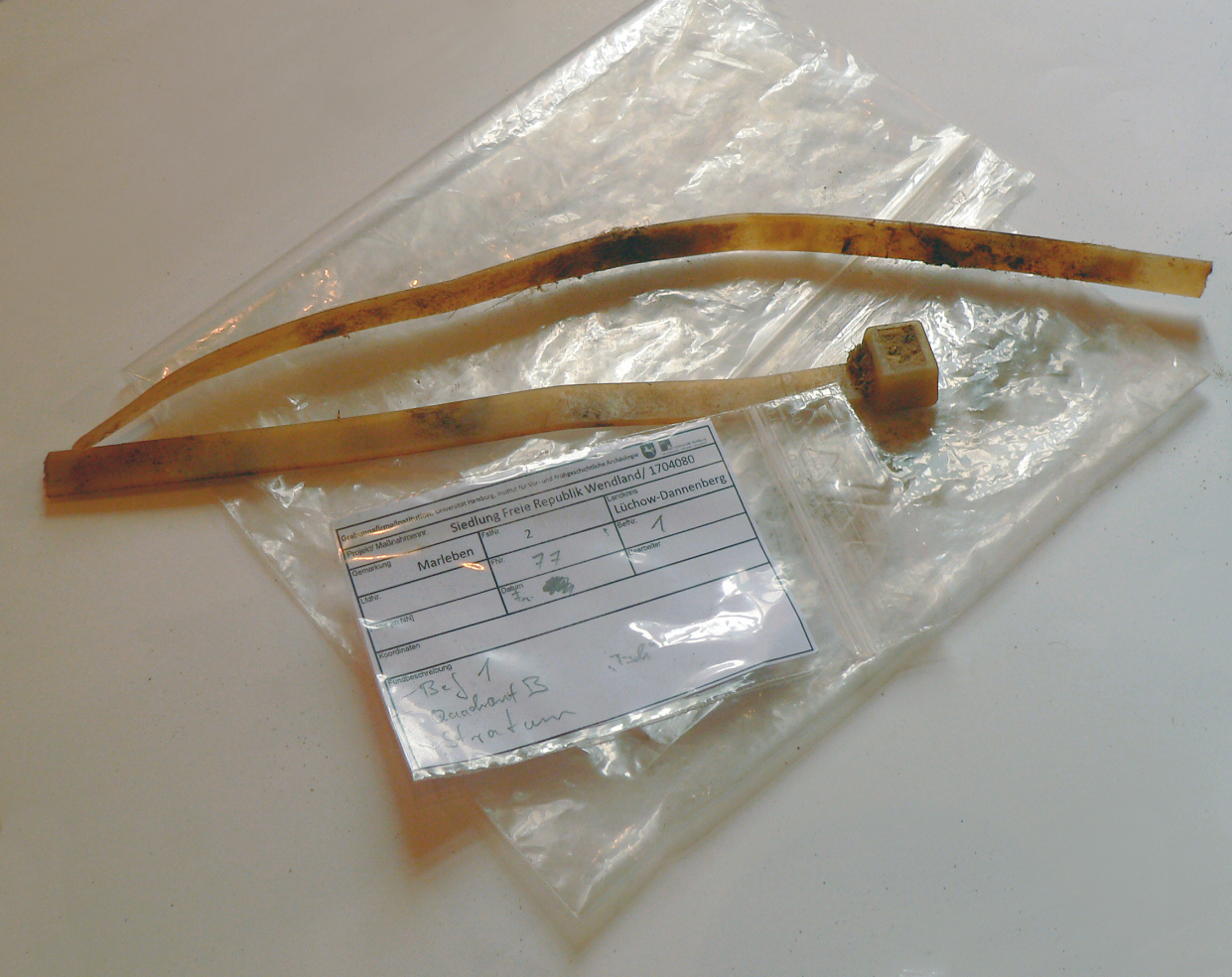
Fragmente von Kabelbindern
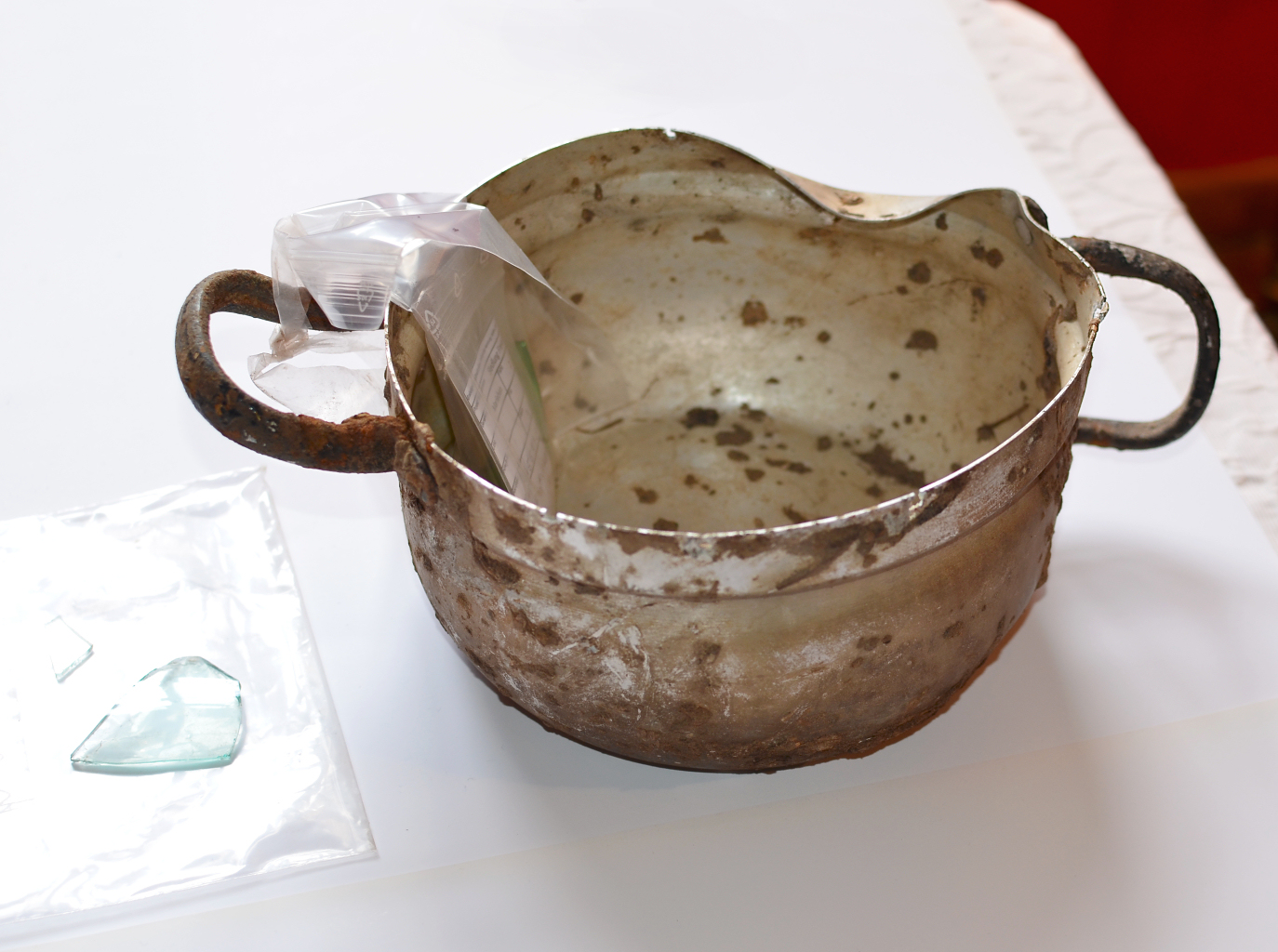
Kochtopf

## Kritik und Erwiderung
Das Forschungsprojekt, das ein Ereignis des späten 20. Jahrhunderts aufgriff, führte in den Medien zu einer Diskussion über den Sinn von Gegenwartsarchäologie und ihren Anliegen. Es herrschte Unverständnis darüber, dass ein Schauplatz der jüngsten Geschichte mit archäologischen Methoden erforscht wird. Es stelle sich die Frage, ob „Reste von Hüttendächern oder eine Müllgrube der Polizei wirklich Auskunft geben über das, was diese Besetzung bedeutet hat“. Ebenso, „welche neue Erkenntnis eine polizeilich geleerte Cola-Dose aus den 1970er Jahren“ bringe in Anbetracht der reichhaltigen Überlieferung von Bild-, Film- und Textdokumenten im Gorleben-Archiv. Offen bleibe auch, „Ob und was Joghurt-Becher oder Konserve einmal von der Freien Republik Wendland auf der Tiefbohrstelle 1004 und dem Leben in ihr erzählen können“.
Befürworter der Untersuchungen hielten dem entgegen, dass das Gesamtbild zur Republik Freies Wendland trotz der Fülle an Quellenmaterial noch lückenhaft sei. Da die Quellen nur Ausschnitte der Realität wiedergeben, könnten archäologische Quellen das Bild ergänzen. Die Untersuchungen dienten auch der Verortung des Camps, da seine genaue Topographie in dem mittlerweile von Wald überwachsenen Gelände bis heute unklar sei und sich aus dem vorhandenen Dokumentenmaterial nicht detailliert rekonstruieren lasse. Darüber hinaus sei die Trennlinie zwischen „lange genug her“ und „grabungswürdig“ gegenüber „noch nicht lange her“ und „nicht grabungswürdig“ schwer zu ziehen.

## Bedeutung
Das Forschungsvorhaben war das erste Projekt zeitgeschichtlicher Archäologie zur Alltagskultur des späten 20. Jahrhunderts im deutschsprachigen Raum. Es knüpfte an die aktuellen Entwicklungen in der internationalen zeitgeschichtlichen Archäologie an. Diese Disziplin steckt in Deutschland noch in den Anfängen, aber es gibt bereits vereinzelt Ausgrabungen zum 20. Jahrhundert, wie bei Stätten aus der Zeit des Nationalsozialismus (Konzentrationslager) und an der ehemaligen innerdeutschen Grenze (Fluchttunnel unter der Berliner Mauer).
Der die Untersuchungen leitende Archäologe Attila Dézsi sieht das frühere Hüttendorf als einen bedeutsamen Ort der Protest- und Umweltgeschichte an. Die zeitgeschichtliche Archäologie fördere hier nicht nur die Erinnerung an ein historisches Ereignis der Demokratiegeschichte, sondern vergegenwärtige den andauernden Konflikt zur Lagerung von radioaktivem Abfall. Die Erforschung des Hüttendorfes hält Dézsi für wichtig, um die gewonnenen Erkenntnisse an jüngere Generationen weiterzugeben. Darüber hinaus hält er den Ort für bedeutsam, weil er für die Wende in der Energiepolitik stehe.
Der Forschungsprozess hatte wegen der Einbeziehung von Zeitzeugen aus der Anti-Atomkraft-Bewegung einen Ansatz zur „Community Archäologie“. Dézsi verortet seine Forschungen innerhalb der „Kritischen Archäologie“, die gesellschaftliche Widersprüche aufzeigen will. Sein archäologisches Eingreifen könne die Rolle der Archäologie in der modernen Gesellschaft reflektieren und dazu beitragen, den Ereignisort als kulturelles Erbe zu diskutieren. Nach Abschluss der Ausgrabungen verneinte das Niedersächsische Landesamt für Denkmalpflege 2019 eine Ausweisung des Areals als Kulturdenkmal. Laut dem Lüneburger Bezirksarchäologen Mario Pahlow müsse ein Kulturdenkmal aus einer vergangenen Zeitepoche stammen, auch sei die Ausgrabungsstätte nicht gefährdet. Dennoch hält er sie für eine wichtige archäologische Fundstelle. Bereits im Juni 1980 hatte der Bremer Ökologe Walther Soyka eine Unterschutzstellung des zu diesem Zeitpunkt noch bestehenden Hüttendorfes als lebendes „Kulturdenkmal 1004“  beantragt, was das Oberverwaltungsgericht Lüneburg wegen fehlender Denkmaleigenschaft ablehnte.
Für Dézsi stellen seine Forschungen ein Paradoxon dar, da Archäologie abgeschlossene Geschichte untersucht, hier aber ein Geschehen, dessen Ursache gegenwärtig noch diskutiert wird. 1980 ging es bei der Platzbesetzung um die Frage der Lagerung von radioaktivem Abfall im Gorlebener Salzstock, die bis heute mit der Endlagersuche für radioaktive Abfälle unter Einbeziehung des Standortes Gorleben aktuell ist. Laut dem Sprecher der Bürgerinitiative Umweltschutz Lüchow-Dannenberg Wolfgang Ehmke habe Dézsi den Gorleben-Widerstand „vermessen“. Der Archäologe Reinhard Bernbeck von der Freien Universität Berlin hält die Untersuchungen von Attila Dészi für „interventionistische Archäologie“, da der politische Prozess mit der Suche nach einem Endlager noch nicht abgeschlossen ist und Gorleben darin eine Rolle spiele.